# Auzay
Auzay – miejscowość i dawna gmina we Francji, w regionie Kraj Loary, w departamencie Wandea. W 2013 roku populacja gminy wynosiła 640 mieszkańców. 
W dniu 1 stycznia 2017 roku z połączenia dwóch ówczesnych gmin – Auzay oraz Chaix – utworzono nową gminę Auchay-sur-Vendée. Siedzibą gminy została miejscowość Auzay. 